# Не торкайся Мене (Мікеланджело)

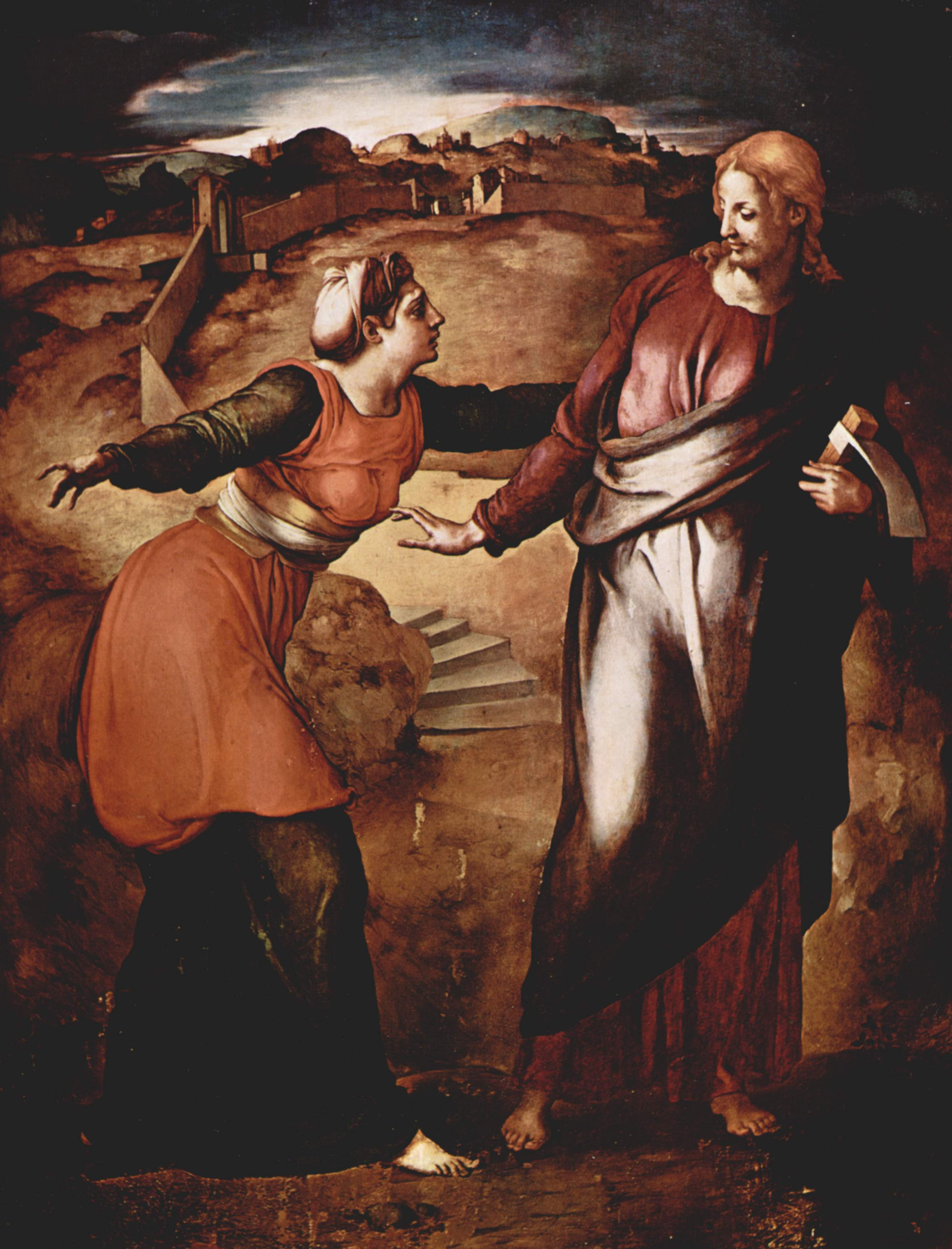
Версія у Каза Буонарроті. Авторство приписується Аньйоло Бронзіно та Якопо Понтормо

«Не торкайся мене» (італ. Noli me tangere) — втрачений картон Мікеланджело Буонарроті, датований 1531 роком. З нього було зроблено численні копії, у тому числі деякі приписувалися Понтормо чи Аньйоло Бронзіно.

## Історія та опис
У квітні 1531 року Альфонсо д'Авалос, маркіз дель Васто і генерал Карла V, замовив та отримав через посередництво архієпископа Капуї Ніколауса фон Шенберга від Мікеланджело картон на тему «Не торкайся Мене» («Христос являється Магдалині в саду»), який пізніше був перемальований як картина Понтормо за пропозицією самого Буонарроті та надісланий тітці маркіза, Вітторії Колонна, вдові Франческо «Ферранте» д'Авалоса, маркізі Пескара.
Це був перший проміжний контакт між Мікеланджело та Вітторією, які зустрілися безпосередньо лише через кілька років, розпочавши глибоку дружбу.
Мікеланджело міг уважно стежити за ходом цієї роботи, яка відбувалася прямо в його будинку. Відомі два підготовчі малюнки фігури Христа, які сьогодні знаходяться в музеї Каза Буонарроті (інв. 62 F та архів Буонарроті, I, 74, 203 verso). Вибір теми майже напевно є результатом ідеї самої Вітторії, яка любила образ Магдалини, з чиїм викупленням вона якимось чином ототожнювала себе, покинувши світське життя після смерті свого чоловіка в 1525 році. Картину на подібну тему вона замовила також Тіціану в 1531 році (5 березня) за посередництва Федеріко Ґонзаґи, ймовірно, мова про «максимально плаксиву» Магдалину в Палатинській галереї Палаццо Пітті. Більше того, маркіза Пескара брала активну участь у підтримці будинку навернених (італ. Casa delle Convertite) в Римі, де повії, що каються, могли відкупити гріхи без чернечого постригу.

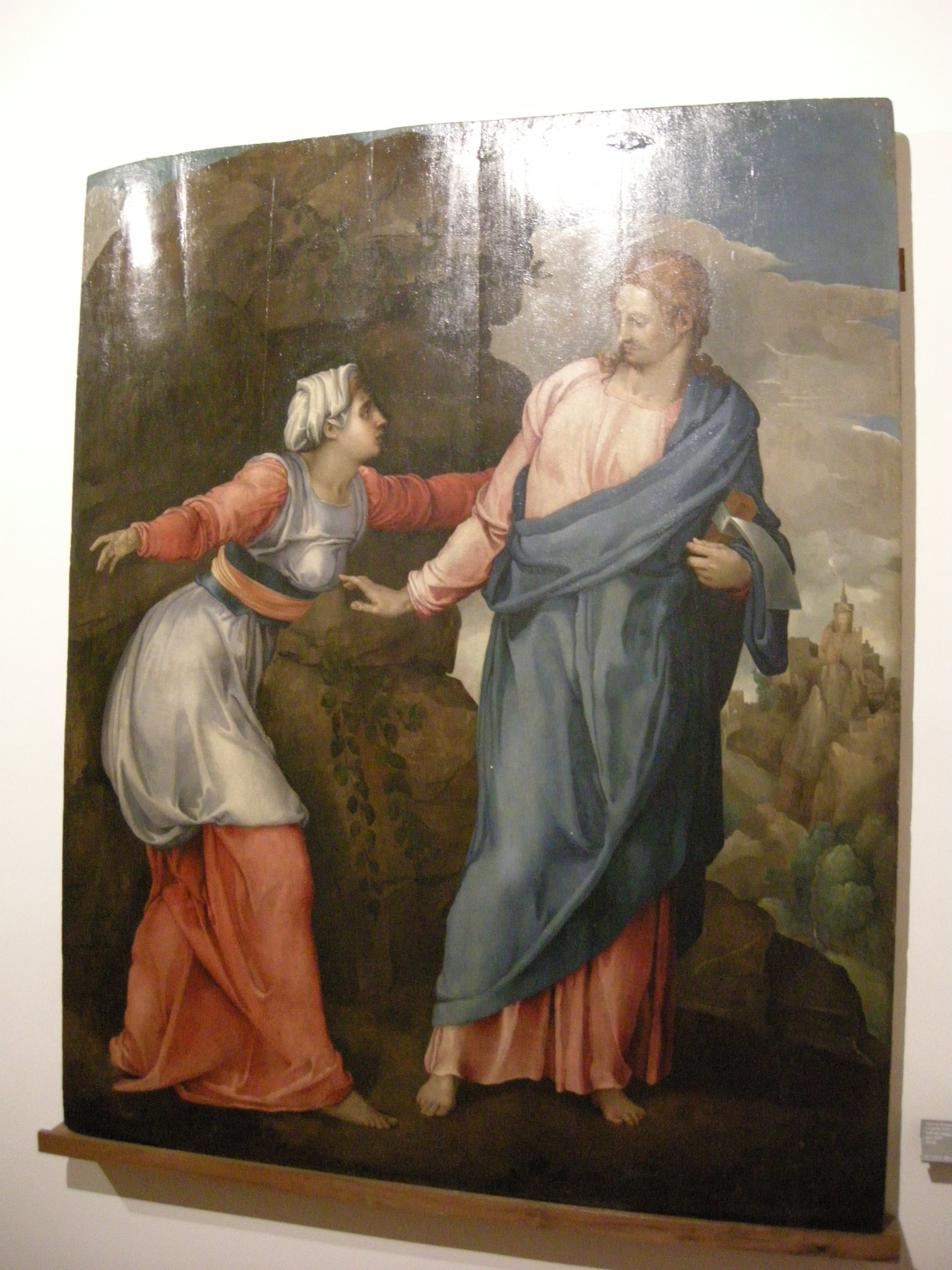
Версія у Каза Буонарроті. Авторство приписується Баттісті Франко

Перша версія картини була невеликих розмірів (124x95 см), зараз вказана в приватній колекції в Бусто-Арсіціо, що підтверджується документами та характерною високою якістю кольорів.
Як Вазарі згадує про це в життєписі Понтормо, той же автор зробив копію картини для Алессандро Вітеллі, володаря Читта-ді-Кастелло, який тоді був капітаном імперських військ. Ця друга версія, більша за розміром (172x134 см), ймовірно, зберігається в Каза Буонарроті у Флоренції принаймні з 1666 року, коли вона перейшла з колекцій Карло Медічі до колекцій Великого князівства. Роботу також приписують Аньйоло Бронзіно (Роберто Лонгі, Майкл Герст).
Оригінальний картон Мікеланджело, всупереч свідченням Вазарі, який вважав, що картон був у Франції, залишився у Флоренції та прикрасив собою гардероб Козімо I у Палаццо Веккйо, звідки його сліди були втрачені.
Також у Каза Буонарроті є інша версія картини, зі скелястим тлом, яку сьогодні приписують Баттісті Франко (раніше авторами вважали Джуліо Кловіо чи Марчелло Венусті).

## Виноски
1. ↑  Noli me tangere (англ.) . Процитовано 17.09.2022.
2. ↑  Noli me tangere (іт.) . Процитовано 17.09.2022.